# Bob Burns (musicien)
Pour les articles homonymes, voir Bob Burns et Burns.
 (avril 2015).
Si vous disposez d'ouvrages ou d'articles de référence ou si vous connaissez des sites web de qualité traitant du thème abordé ici, merci de compléter l'article en donnant les références utiles à sa vérifiabilité et en les liant à la section « Notes et références ».
Robert Lewis "Bob" Burns, Jr. (24 novembre 1950 – 3 avril 2015) est un batteur américain qui a fait partie du groupe rock sudiste Lynyrd Skynyrd, à son origine et jusqu'en 1974. Il est mort dans un accident de voiture en Géorgie.

## Biographie
Bob Burns participe à la création de Lynyrd Skynyrd en 1964 avec Gary Rossington et Larry Junstrom (en) et reste jusqu'en 1974, bien qu'il aurait quitté le groupe pendant un certain temps au début des années 1970. Burns joue sur les premières maquettes du groupe, enregistrées en 1970, mais sur l'album Skynyrd's First and... Last., un regroupement de ces premières maquettes, les pistes de batterie des morceaux enregistrés en 71 sont joués par Rickey Medlocke. Cet album contient aussi des morceaux enregistrés en 72 avec Burns, ce qui laisse suggérer qu’il aurait pu quitter la formation en 1971 puis revenir en 1972.
Pendant un bref laps de temps, au début des années 1970, Rickey Medlocke joue occasionnellement aux côtés de Burns pendant les concerts, dans un line-up a deux batteurs similaire à The Allman Brothers Band.
En plus de Skynyrd’s First... and last, Burns a joué dans les deux premiers albums officiels : (pronounced 'lĕh-'nérd 'skin-'nérd), et Second Helping. Burns quitte le groupe en 74, se disant accablé par la vie sur la route, et est remplacé par Artimus Pyle. En 1996, il participe à une prestation  pour promouvoir le film Freebird.. The Movie (en). Le 13 mars 2006, il rejoint Lynyrd Skynyrd pour une unique représentation aux côtés de Gary Rossington, Billy Powell, Ed King, Artimus Pyle et les Honkettes lors de l’intronisation du groupe au Rock and Roll Hall of Fame.

## Mort
Bob Burns meurt dans un accident de voiture après avoir heurté une boite à lettres puis un arbre dans un virage serré dans le Comté de Bartow, en Géorgie, États-Unis après avoir quitté sa maison, à 23:56, le 3 avril 2015.